# 比亞爾峰
46°33′32.2″N 9°45′22.4″E / 46.558944°N 9.756222°E
比亞爾峰（Piz Bial），是瑞士的山峰，位於該國東南部，由格勞賓登州負責管轄，屬於阿爾布拉山脈的一部分，海拔高度3,061米，每年平均降雨量1,729毫米。